# (5326) Vittoriosacco
(5326) Vittoriosacco – planetoida z pasa głównego planetoid.

## Odkrycie i nazwa
Odkrył ją Henri Debehogne 8 września 1988 roku w Europejskim Obserwatorium Południowym. Nazwa planetoidy pochodzi od Vittorio'a Sacca (ur. 1941) – włoskiego astronoma amatora i popularyzatora astronomii. Przed nadaniem nazwy planetoida nosiła oznaczenie tymczasowe 1988 RT6.

## Orbita
(5326) Vittoriosacco obiega Słońce w średniej odległości 2,54 j.a. w czasie 4 lat i 18 dni.